# المحسنة (جرابلس)
المحسنة أو محسنلي كما تعرف محليّاً، قرية سوريّة تتبع إداريّاً لمحافظة حلب منطقة جرابلس ناحية مركز جرابلس، بلغ تعداد سكانها 807 نسمة حسب التعداد السكاني لعام 2004.